# Lincoln City
Lincoln City este un club de fotbal profesionist din orașul Lincoln, în Lincolnshire, Estul Angliei. În prezent, echipa joacă în Football League One.

## Istoric
Fotbalul din orașul Lincoln a fost proeminent încă din anii 1860, deși nu era strict legat de clubul modern. După desființarea Lincoln Rovers (fostă Lincoln Recreation) în 1884, Lincoln City FC a fost înființată ca o asociație de fotbal amator, iar primul joc pe care l-a jucat Lincoln a fost o victorie emfatică cu 9-1 asupra rivalilor locali Sleaford, pe 4 octombrie 1884, s-a jucat pe terenul John O'Gaunts.
Lincoln a devenit un club profesionist în sezonul 1891–92 și în curând a contribuit la formarea a ceea ce era atunci în divizia a doua în sezonul 1992-1993, deoarece un număr tot mai mare de cluburi doreau să se alăture Ligii de fotbal. Primul lor joc în liga fotbalului a fost o înfrângere cu 4–2 în deplasare cu Sheffield United pe 3 septembrie 1892. Primul lor joc acasă a fost, de asemenea, împotriva lui Sheffield United, de data aceasta, totuși, Lincoln a câștigat cu 1–0. Din cauza morții lui Dawber în 1895, Lincoln s-a mutat de la John O'Gaunts Ground la Sincil Bank.

## Rivali
Lincoln City este unul dintre cele trei cluburi profesioniste de fotbal din Lincolnshire. Principalii rivali ai lui Lincoln City sunt Grimsby Town și Scunthorpe United, pe care fanii i-au considerat în diferite momente unul mai mare decât celălalt. Alți rivali proeminenți din Lincolnshire din trecut includ Gainsborough Trinity și Boston United, însă întâlnirile sunt în prezent limitate între cluburi.
Cluburile din Nottinghamshire, Mansfield Town și Notts County sunt de asemenea considerate rivale, iar Peterborough United, Hull City și York City sunt cluburi care au avut un fel de rivalitate cu The Imps („drăcușorii”) în trecut. Lincoln United, celălalt club de fotbal cu sediul în Lincoln, se află mai jos în piramida fotbalistică și nu este considerat un rival.

## Palmares
| Campionatele Naționale | Cupele Naționale |
| - Football League One (3) : - Campioni : 1932, 1948, 1952. - Vice-campioni : 1928, 1931, 1937. - Play-off : 2021. - Football League Two (2) : - Campioni : 1976, 2019. - Vice-campioni : 1981. - Play-off : 2003, 2004, 2005, 2006, 2007, 2018. - National League (2) : - Campioni : 1988, 2017. | - Cupa Angliei (0) : - Sferturi : 2017. - FA Trophy (0) : - Semifinale : 2017. - EFL Trophy (1) : - Câștigători : 2018. |

## Play-off
| 2021 | Lincoln | 1 - 2 | Blackpool |

| 2003 | Lincoln | 2 - 5 | Bournemouth |
| 2005 | Lincoln | 0 - 2 | Southend    |

| 2021 | Lincoln | 3 - 2 | Sunderland |

| 2003 | Lincoln | 6 - 3 | Fișier:600px Steag cu o mana Scunthorpe United.png Scunthorpe |
| 2004 | Lincoln | 3 - 4 | Huddersfield                                                  |
| 2005 | Lincoln | 2 - 1 | Macclesfield                                                  |
| 2006 | Lincoln | 1 - 3 | Grimsby Town                                                  |
| 2007 | Lincoln | 4 - 7 | Bristol Rovers                                                |
| 2018 | Lincoln | 1 - 3 | Exeter                                                        |